# Златист флебодиум
Златистите флебодиуми (Phlebodium aureum) са вид папратовидни от семейство Многоножкови (Polypodiaceae).
Таксонът е описан за пръв път от Джон Смит през 1841 година.